# Коркия, Родион Каленикович
Родион Каленикович Коркия (груз. როდიონ კალენიკეს ძე ქორქია , 1 января 1894, Чаладиди, Кутаисская губерния, Российская империя — 10 января 1984, Тбилиси) — грузинский советский писатель. Один из основоположников грузинской советской детской литературы. 

## Биография
В возрасте 13 лет написал стихотворение, посвященное юбилею Акакия Церетели, и получил от великого поэта благодарность и благословение на литературный путь.
Окончил гимназию в Поти. Был знаком с выдающимся грузинским публицистом, просветителем и общественным деятелем Нико Николадзе. 
В 1914 году поступил в Императорский Харьковский университет, но вскоре был призван в армию, участник Первой мировой и гражданской войн. В 1920 году вернулся на родину, в Поти, затем работал на разных должностях в Тбилиси: был заведующим отделом газеты «Коллективизация», затем ответственным секретарём журнала «Пионер».
Публиковался с 1927 года (рассказ «В маске» в журнале «Театр и жизнь»).
Многие его произведения были переведены на русский язык и языки народов СССР. Он сам переводил русских писателей, например Н. Островского, А. Толстого, А. Гайдара и др. Особо следует отметить его монографии об Акакии Пагаве и Александре Цуцунаве.
С 1949 по 1954 год — заместитель председателя Грузинского театрального общества.
Жил в Тбилиси на улице Софьи Перовской (ныне — Георгия Ахвледиани), 10. В годы Великой Отечественной войны в квартире Родиона Коркия жил эвакуированный в Тбилиси русский писатель В. В. Вересаев.
Похоронен в Дидубийском пантеоне писателей и общественных деятелей.